# Phyllachora spartinae
Phyllachora spartinae är en svampart som beskrevs av Orton 1944. Phyllachora spartinae ingår i släktet Phyllachora och familjen Phyllachoraceae.   Inga underarter finns listade i Catalogue of Life.